# 黒木真二
黒木 真二（くろき しんじ、1983年7月29日 - ）は、日本と中国で活動する俳優。鹿児島県鹿児島市出身。オフィス佐々木所属。

## 来歴・人物
ジャッキー・チェンに憧れ、鹿児島県立鶴丸高等学校を卒業後、大阪外国語大学で中国語を専攻。卒業後の2007年より北京市の中央戯劇学院に留学し、中国で俳優活動を開始する。
2014年に拠点を東京に移し、オフィス佐々木に所属、日本での活動も開始する。
2015年より、中国江蘇衛視のトーク番組『世界青年説』に日本代表としてレギュラー出演。自身で『二重丸◎日本版』というネット番組を製作し、中国に向けて日本を紹介している。

## 出演

### 映画
- 闘牛（2009年、中国） - 黒木 役
- 黒四角（2012年、日本） - 関 役
- 不肯去観音（2013年、中国） - 清睦和尚 役
- 劇外人生（2014年、中国） - 宮本龍一 役
- カイロ宣言（2015年、中国） - 大島一郎 役

### ドラマ
- 闖関東中編（2009年、中国） - 小野 役
- 民兵葛二蛋（2012年、中国） - 東野 役
- 開拓者たち（2012年、NHK） - 山崎 役
- 王大花的革命生涯（2015年、中国） - 木戸英一 役
- 夏目漱石の妻（2016年、NHK） - 鈴木三重吉 役
- 復讐捜査〜警察犬と刑事の殺人追跡行〜（2018年） - 畑中刑事 役
- 名奉行!遠山の金四郎（2018年） ‐ 宗太 役
- 特捜9（2019年） ‐ 佐々木実
- 結びの糸・原田茂〜洋装への扉を開いた火の国の女〜（2021年10月31日、テレビ熊本制作） - 並木伊三郎 役[3]

### CM
- 荒野行動 Web CM (2020年3月よりレギュラー出演)
- ライズオブキングダム Web CM (万黒覚醒編/探偵編)
- 味の素(株)「Cook Do®炒ソース」Web CM 炒(チャオ)さん役

### 舞台
- 珈琲店の奥さん（2010年、中国） - シンジ 役
- チャイニーズゴーストストーリー（2010年、中国） - 黒山老妖 役

### その他
- 世界青年説（2015年 - 、レギュラー）
- 二重丸◎日本版（2015年 − 、ネット旅行番組、不定期更新）
- 翻滚吧地球（2015年、ネット旅行番組）
- 日本奇妙物語（2015年、ネット旅行番組）